# В поисках гигантских обезьян
«В поисках гигантских обезьян» (или «В поисках больших обезьян»; англ. Search for the Great Apes) — американский документальный телефильм из серии «Национальное географическое общество». Премьера состоялась 13 января 1976 года на телеканале PBS. Лента включает первые в истории съёмки орангутанов в естественной среде обитания.

## Содержание
Фильм состоит из двух частей: они посвящены, соответственно, орангутанам индонезийского национального парка Танджунгпутинг на острове Калимантан (Борнео), изучением которых занималась Бируте Галдикас, и горным гориллам, обитающим неподалёку от созданного Дайан Фосси в парке Бирунга в Руанде исследовательского центра «Карисоке».
Повествование в типичном ключе для произведений Национального географического общества фокусируется в основном на деятельности самих учёных и их взаимодействии с животными. В первом блоке также затрагивается тема возвращения в природные условия особей, прежде захваченных браконьерами. Во втором блоке по сравнению с первым диким обезьянам уделено больше внимания.
Галдикас и Фосси в фильме не имеют общих сцен.

## Создание
Работа в Руанде началась в 1968 году, а на Борнео — в 1971 году. Съёмочный процесс был завершён к началу апреля 1975 года. В ходе съёмок режиссёр Роберт Янг заразился неустановленной тяжёлой болезнью, в связи с чем ослабел на несколько месяцев, но тем не менее сумел в этот период написать сценарий для своего будущего художественного фильма «Вне закона» (Alambrista!).
Бюджет четырёх фильмов НГО того сезона, включая «В поисках гигантских обезьян», составлял около 1 миллиона долларов. Он был покрыт грантом, выделенным нефтяной компанией Gulf Oil в феврале 1975 года для студии WQED, поставляющей передачи географическому обществу. Эксперт газеты The New York Times по рекламе Филип Догерти назвал очень позитивным постер с крупным планом лица гориллы и слоганом «Давай будем друзьями» (англ. Let's be friends), подготовленный Ketchum, MacLeod & Grove по заказу Gulf для рекламной кампании фильма в ряде общенациональных журналов США.
В 1989 году «В поисках гигантских обезьян» был выпущен на видеокассетах от Vestron.

## Реакция критиков
Приматологи Геза Телеки и Лори Болдуин называют «В поисках гигантских обезьян» по всем чертам продолжением фильма Джейн Гудолл о шимпанзе, вышедшего в 1968 году[уточнить]. Кроме того, фильм развивает тему серии фотографий, сделанных одним из его операторов и режиссёров Робертом Кэмпбеллом около 1969 года, на которых было запечатлено первое прикосновение к Фосси дикой гориллы (самца по кличке Пинатс).
Обозреватель The Washington Post Том Шейлс расценивает как в свою очередь в некотором роде следующую часть выпущенный тоже под эгидой National Geographic документальный фильм Барбары Джемпел «Горилла» (1981). Кинокритик Арт Мёрфи говорит о художественной биографической киноленте «Гориллы в тумане» (1988), посвящённой исследованиям Дайан Фосси, как о по сути аналоге документальной «В поисках гигантских обезьян».
Телеки и Болдуин критикуют проявившуюся и в этом фильме тенденцию ставить в подобных документальных материалах на первый план развлекательную функцию по отношению к обучающей. Тем не менее рецензенты допускают, что его можно перемонтировать более удачно (но сомневаются, что это произойдёт, ссылаясь на фильм Гудолл со схожими проблемами, который за несколько лет так и не получил новых версий).
По мнению профессора постколониальной литературы Лидского университета Грэма Хаггана, среди всех спецвыпусков НГО на 2013 год этот оказался одним из сохранивших свою ценность наилучшим образом.

## Награды
Монтажёр и сопродюсер картины Дэвид Саксон был удостоен за работу над ней премии Американской ассоциации монтажёров «Эдди» 1976 года в документальной категории.